# Dipterocome pusilla
Dipterocome pusilla Fisch. & C.A.Mey., 1835 è una specie di pianta della famiglia delle Asteraceae. Questa specie è anche l'unica del genere Dipterocome Fisch. & C.A.Mey., 1835 e della sottotribù Dipterocominae Garcia-Jacas & Susanna, 2019.

## Descrizione
Comprende piante erbacee di tipo monocarpico con fusti prostrati. Nelle radici sono sempre presenti dei condotti resinosi, meno frequenti nelle parti aeree; mentre solamente nelle parti aeree sono presenti delle cellule latticifere. Altezza massima 20 cm.
Le foglie lungo il fusto sono disposte in modo alternato. La lamina è indivisa con forme lineari-spatolate, glabra sulla superficie.
Le infiorescenze sono composte da piccoli capolini (eterogami con pochi fiori), sessili e in posizione ascellare. I capolini contengono solo fiori tubulosi e sono formati da un involucro a forma più o meno ovoide composto da poche brattee (o squame) disposte su alcune serie all'interno delle quali un ricettacolo fa da base ai fiori. Le squame dell'involucro, con forme oblunghe e margini ialini e cigliati, sono disposte in modo embricato. Il ricettacolo a protezione della base dei fiori è sprovvisto di palee.
I fiori tubulosi sono tetra-ciclici (ossia sono presenti 4 verticilli: calice – corolla – androceo – gineceo) e pentameri (ogni verticillo ha 5 elementi). I fiori in genere sono ermafroditi e actinomorfi; quelli marginali sono maschili disposti su due serie, hanno le corolle bilabiato-radiali; quelli interni sono fertili, con una snella corolla a 5 piccoli lobi.
- Formula fiorale:

- /x K {\displaystyle \infty }, [C (5), A (5)], G 2 (infero), achenio

- Calice: i sepali del calice sono ridotti ad una coroncina di squame.
- Corolla: la corolla ha 2 - 5 lobi.
- Androceo: gli stami sono 5 con filamenti connati, mentre le antere, sprovviste di appendici, sono saldate in un manicotto (o tubo) circondante lo stilo.[9] Il polline è spinuloso.
- Gineceo: lo stilo è filiforme;  gli stigmi dello stilo sono due indivisi. L'ovario è infero uniloculare formato da 2 carpelli.

Il frutto è un achenio con un pappo. Gli acheni sono più o meno affusolati, spinosi dorsalmente e bicornuti all'apice (talvolta sono dimorfici). Il pericarpo dell'achenio possiede delle sclerificazioni radiali spesso provviste di protuberanze. Il pappo formato da poche piatte setole è inserito su una piastra apicale all'interno di una anello di tessuto parenchimatico. Le setole sono disposte su una o più serie e sono decidue o persistenti.

## Biologia
- Impollinazione: l'impollinazione avviene tramite insetti (impollinazione entomogama tramite farfalle diurne e notturne).
- Riproduzione: la fecondazione avviene fondamentalmente tramite l'impollinazione dei fiori (vedi sopra).
- Dispersione: i semi (gli acheni) cadendo a terra sono successivamente dispersi soprattutto da insetti tipo formiche (disseminazione mirmecoria). In questo tipo di piante avviene anche un altro tipo di dispersione: zoocoria. Infatti gli uncini delle brattee dell'involucro si agganciano ai peli degli animali di passaggio disperdendo così anche su lunghe distanze i semi della pianta.

## Distribuzione
La specie di questa voce si trova in Asia occidentale (dalla Palestina all'Afghanistan). L'habitus tipico sono le zone desertiche.

## Tassonomia
La famiglia di appartenenza di questa voce (Asteraceae o Compositae, nomen conservandum) probabilmente originaria del Sud America, è la più numerosa del mondo vegetale, comprende oltre 23.000 specie distribuite su 1.535 generi, oppure 22.750 specie e 1.530 generi secondo altre fonti (una delle checklist più aggiornata elenca fino a 1.679 generi). La famiglia attualmente (2021) è divisa in 16 sottofamiglie.
La tribù Cardueae (della sottofamiglia Carduoideae) a sua volta è suddivisa in 12 sottotribù (la sottotribù Centaureinae è una di queste).

### Filogenesi
La specie di questa voce in precedenti trattamenti era descritta all'interno del gruppo informale (provvisorio da un punto di vista tassonomico) "Xeranthemum Group" oppure era definita incertae sedis. La storia di questa specie è abbastanza complicata. Tutti i tentativi di stabilire saldamente la sua attribuzione tribale nella Compositae sono falliti negli ultimi 150 anni. Solamente ultimamente usando il sequenziamento di nuova generazione, si è avuta la conferma che Dipterocome appartiene alle Cardueae e costituisce una sottotribù monotipica Dipterocominae con affinità alla sottotribù Xerantheminae (insieme formano un "gruppo fratello").
La forma dell'achenio e del polline sono probabilmente plesiomorfici.
L'età di divergenza della sottotribù può essere posizionata tra i 23 e i 30 milioni di anni fa nell'Oligocene superiore.